# Herrenhaus Koseeger

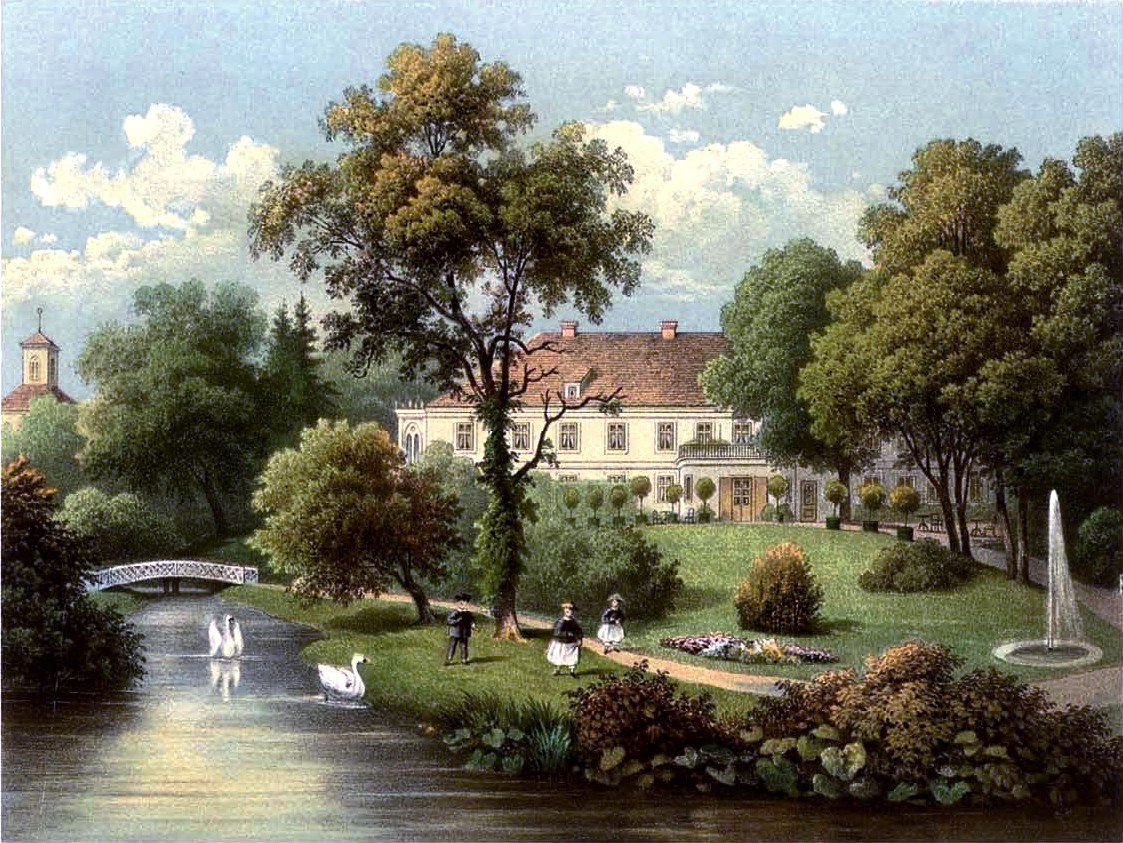
Herrenhaus Coseeger um 1860, Sammlung Alexander Duncker

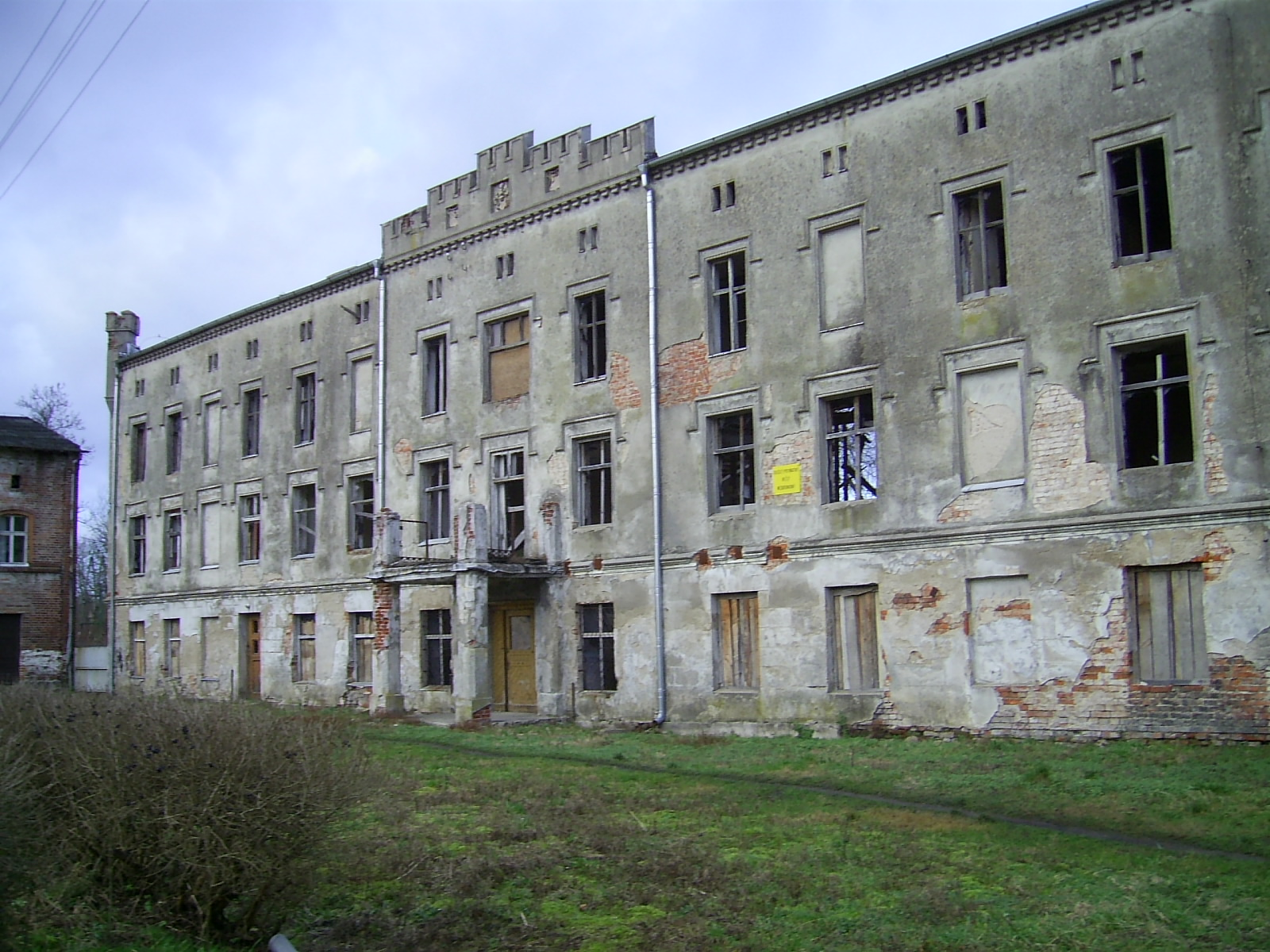
Herrenhaus heute (Aufnahme von 2007)

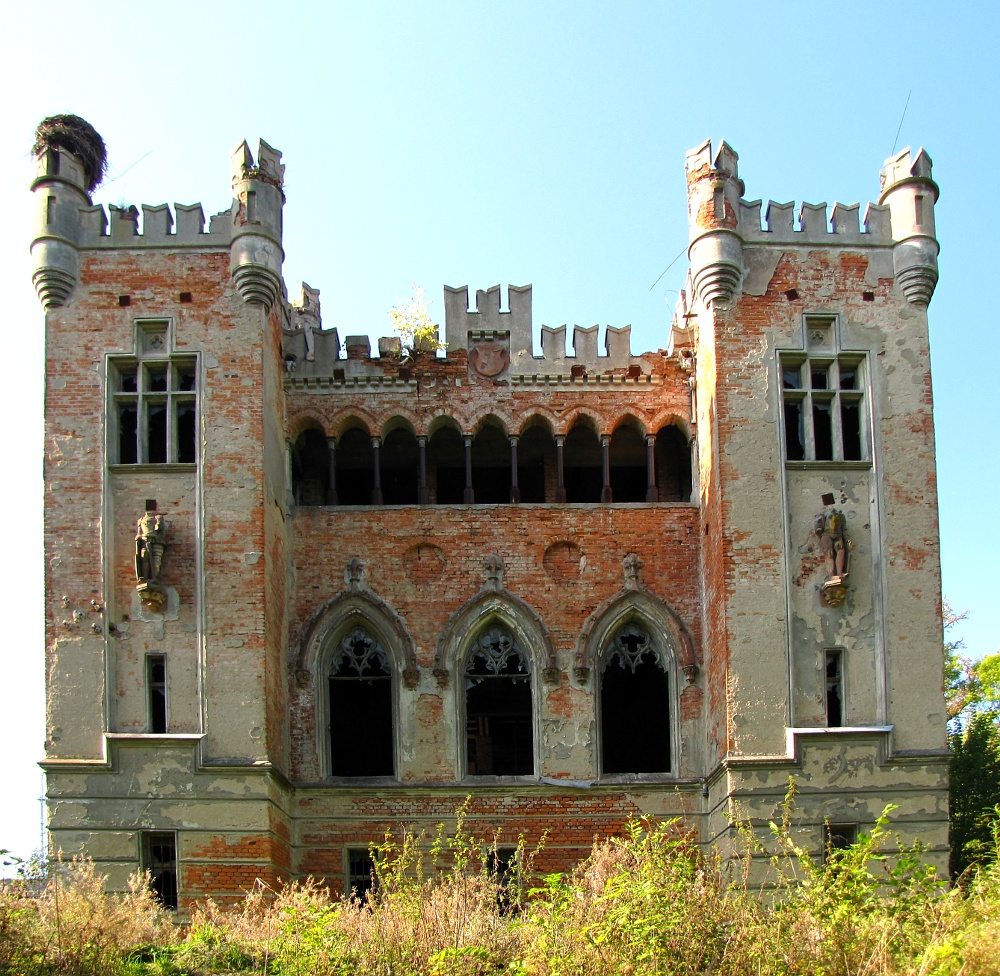
Anbau

Das Herrenhaus Koseeger (auch Schloss Koseeger, Gutshaus Koseeger oder Herrenhaus Coseeger) ist ein schlossartiges, unter Denkmalschutz stehendes Gutshaus im ehemaligen Koseeger in der Woiwodschaft Westpommern in Polen.
Das Haus wurde durch die Familie von Podewils im 18. Jahrhundert erbaut. Es handelt sich um ein für die Region typisches schlichtes und langgestrecktes Herrenhaus im Barockstil des 18. Jahrhunderts. Koseeger, früher vormals Coseeger genannt, zusammen mit dem benachbarten Gut Mallnow (Malonowo), war alter Lehensbesitz der von Podewils. Das Haus wurde im späten 19. und frühen 20. Jahrhundert im neugotischen Stil wieder aufgebaut, respektive erneuert. Bauherr war die Familie von Podewils. In der 2. Hälfte des 19. Jahrhunderts wurde das Herrenhaus durch einen Anbau im Tudorstil nochmals erweitert. Das Herrenhaus ist ortsbildprägend und beherrscht das Bild des Gutes. Einer der letzten Eigentümer war der kgl. preuß. Kammerherr Hermann von Podewils und seine Frau Rosalie von Mutius. Sie hatten zwei Töchter, Marie von Podewils (1846–1868) und Helene von Podewils (1852–1892), beides Ehefrauen des Friedrich von Waldow (1830–1884), der mit Sadelberg und Zanthier selbst Gutsherr war. Aus der ersten Ehe stammte der Sohn Carl von Waldow (1878–1945), Erbe von Gut Koseeger. Der Jurist erbte den damals bestehenden Fideikommiss Coseeger und verheiratete sich mit der Witwe Hedwig von Leipzig, geborene von Freiin Puttkammer (1878–1945). Ihr Gutseigentum umfasste das Rittergut in Mallnow, 338 ha, und das Rittergut Koseeger mit 822 ha. Den Betrieb selbst, samst Flockenfabrik, führte als Verwalter ein Egon Freiherr von Wangenheim. Das Gutsbesitzerehepaar starb beim Einmarsch der Roten Armee 1945.
Am Ende des Zweiten Weltkriegs wurde das Haus zwischenzeitlich als Seuchenlazarett genutzt.
Das Gut und die Gebäude blieben bis 1956 unter Verwaltung der Sowjetarmee, die dort Truppen stationierte. Im Anschluss zerfiel das Herrenhaus.
Seit 2016 wird das Haus saniert und soll für Veranstaltungen genutzt werden. Die neuen Eigentümer haben auch das Schloss Heinrichsdorf saniert. Das Herrenhaus liegt an der Staatsstraße 6. Hinter dem Herrenhaus fließt der Bach Młynówka.